# 後藤沙緒里の緑のささやき
後藤沙緒里の緑のささやき!!（ごとうさおりのみどりのささやき）は文化放送で2004年10月から2005年12月29日まで放送されていたラジオ番組。パーソナリティは後藤沙緒里。
『松来未祐と金田朋子のRADIOデコピンないと2』と『白石涼子の聞かなきゃ☆そん♪Song!』の番組内で箱番組として放送された。

## 放送時間
- 毎週木曜 26:40 -

## コーナー
- ささやきトーク
フリートークとリスナーからのメールやハガキを紹介する。
- 沙緒里のココロの俳句!!
リスナーに日常のことを俳句にして送ってもらう。
- 沙緒里の奥様修行!!
後藤が立派な奥様になるためのクイズに奥様口調で答える。
問題に正解するごとに「1オクサマン」を獲得でき、合計「10オクサマン」に達すると商品が貰える。
- 沙緒里のギャル修行!!
奥様修行の終了後に始まったコーナー。若者のクイズ（流行の服など）が出題され、ギャル口調で答える。
正解するごとに「1ギャル」を獲得でき、「10ギャル」獲得すると「マルキューグッズ」が貰える。
- 緑のBEST3!!
リスナーから募集した「なんでもBEST3」を紹介する。
- 告知のコーナー
「○○風告知」いろいろなキャラクターの真似をしながら告知するエンディングのコーナー。

## その他
エンディングでは『聞かなきゃ☆そん♪Song!』のパーソナリティの白石涼子に野菜のブロッコリーに関するクイズを出したりしていた。

## テーマソング
- オープニング
「Lip-Trip」
- 挿入歌
「サンデー・ホリデー」
- エンディング
「ちいさな旅」

## 関連商品
- ラジオCD「後藤沙緒里の緑のささやき!!」（2005年7月1日、BRCA-1053）